# 古川凛
古川 凛（ふるかわ りん、2010年12月24日 - ）は、日本の女優。クラージュキッズ所属。

## 出演作品

### テレビドラマ
メインキャストやキーキャストは太字表示。
- 立証 離婚弁護士 香月佳美（2013年5月29日、テレビ東京） - 宮沢凛 役
- 失恋ショコラティエ 最終話（2014年3月24日、フジテレビ）
- 芙蓉の人〜富士山頂の妻（2014年7月26日 - 9月6日、NHK） - 野中園子 役
- コウノドリ（2015年、TBS）
- 新・牡丹と薔薇（2015年11月30日 - 12月3日・2016年1月26日 - 29日、東海テレビ・フジテレビ） - 小日向ぼたん（幼少期）、大隈瑠璃（二役）
- 人類学者・岬久美子の殺人鑑定 第6作（2016年6月11日、テレビ朝日） - 永田泉（幼少期） 役
- 営業部長 吉良奈津子（2016年7月21日 - 9月22日、フジテレビ） - 万結 役
- 砂の塔〜知りすぎた隣人 第2話（2016年10月21日、TBS）
- 楽園（2017年1月8日 - 2月12日、WOWOW） - 佐藤桃子 役
- 嫌われ監察官 音無一六 第4作（2017年1月18日、テレビ東京）　- 井上心 役
- 増山超能力師事務所 第11話（2017年3月16日、読売テレビ制作） - 増山文乃 役
- 犯罪症候群 第1話・第2話（2017年4月8日・15日、東海テレビ・フジテレビ） - 子ども 役
- 屋根裏の恋人 第3話（2017年6月17日、東海テレビ・フジテレビ） - 西條衣香（幼少期） 役
- ブランケット・キャッツ 第6話・最終話（2017年7月28日・8月4日、NHK総合） - 小宮山エミ 役
- デッドストック〜未知への挑戦〜 第10話（2017年9月22日、テレビ東京） - 美濃部知世 役
- 奥様は、取り扱い注意 第6話（2017年11月8日、日本テレビ） - 幸恵 役
- 隣の家族は青く見える（2018年1月18日 - 3月22日、フジテレビ） - 小宮山萌香 役
- 監査役 野崎修平 第3話・第6話（2018年1月28日・2月18日、WOWOW） - 安藤香奈 役
- 相棒（テレビ朝日）
  - season16 最終話（2018年3月14日） - 風間楓子（幼少期） 役
  - season18 第16話（2020年2月19日） - 三崎理沙（幼少期） 役
- スモーキング 第5話・第11話・最終話（2018年5月17日・6月28日・7月5日、テレビ東京） - 伊達澤雛 役
- はぐれ署長の殺人急行 第4作（2018年7月9日、TBS） - 小野寺沙理 役
- 透明なゆりかご 第1話（2018年7月20日、NHK総合） - 武藤まゆ 役
- グッド・ドクター 最終話（2018年9月13日、フジテレビ） - 吉本美咲 役[2]
- トレース〜科捜研の男〜 第1話（2019年1月7日、フジテレビ） - 五十嵐美加（幼少期） 役
- 後妻業 第2話（2019年1月29日、関西テレビ・フジテレビ） - 武内小夜子（幼少期） 役
- メゾン・ド・ポリス 第4話（2019年2月1日、TBS） - 果林 役
- ベビーシッター・ギン! 第2話（2019年7月7日、NHK BSプレミアム） - 野村リンゴ 役
- 警視庁ゼロ係〜生活安全課なんでも相談室〜 SEASON4 第1話（2019年7月19日、テレビ東京） - 山口薫（幼少期） 役
- これは経費で落ちません! 第5話（2019年8月23日） - 熊井理実 役
- 連続テレビ小説（NHK）
  - なつぞら（2019年） - 山田彩子 役
  - カムカムエヴリバディ（2021年12月14日 - 22日） - 雉真るい（7歳時） 役
- ドクターY〜外科医・加地秀樹〜 第4弾（2019年10月6日、テレビ朝日） - 島田七海 役
- 4分間のマリーゴールド 第6話（2019年11月15日、TBS） - 横山郁 役
- 鈍色の箱の中で 第1話（2020年2月8日、テレビ朝日） - 高鳥あおい（幼少期） 役
- 大河ドラマ（NHK）
  - 麒麟がくる 第9回（2020年3月15日） - 熙子（幼少期） 役
  - どうする家康 第30回（2023年8月6日）- 初（幼少期）役
- 必殺仕事人2020（2020年6月28日、朝日放送テレビ・テレビ朝日・松竹共同製作） - つゆ 役[3]
- アンサング・シンデレラ 病院薬剤師の処方箋 最終話（2020年9月24日、フジテレビ） - 向坂千歳（幼少期） 役
- 刑事アフター5（2020年10月1日、テレビ朝日・松竹共同製作） - 九路五月（小学生期） 役
- タリオ 復讐代行の2人 第3話（2020年10月23日、NHK総合） - 山村晴香 役
- 極主夫道 第3話（2020年10月25日、読売テレビ制作） - 女の子 役
- ペペロンチーノ（2021年3月6日、NHK仙台放送局） - 阿部蒼（幼少期） 役
- イチケイのカラス 第1話（2021年4月5日、フジテレビ） - 相馬奈々 役
- らせんの迷宮〜DNA科学捜査〜（2021年10月15日 - 11月26日、テレビ東京） - 安堂瑞希 役
- 日本沈没-希望のひと- 第5話（2021年11月14日、TBS） - 少女 役
- 最愛のひと〜The other side of 日本沈没〜（2021年10月10日 - 、Paravi） - 森永あさひ 役
- となりのチカラ（2022年1月20日 - 3月31日、テレビ朝日）- 木次好美 役
- ほんとにあった怖い話 夏の特別編2022「遊び待つ」（2022年8月20日、フジテレビ） - 上野泉 役
- リエゾン -こどものこころ診療所- 第5話（2023年2月18日、テレビ朝日）- 足立茜 役
- フェンス 第2話（2023年3月26日、WOWOW） - 小松綺絵（幼少期） 役
- キッチン革命 第1夜（2023年3月25日、テレビ朝日）- 香美綾子（かがみ あやこ：10歳時） 役
- だが、情熱はある（2023年4月9日 - 、日本テレビ） - 若林麻衣（幼少期） 役
- 褒めるひと褒められるひと 第9話（2023年6月26日、NHK総合） - 小佐川志穂（幼少期） 役
- ブラックガールズトーク 第5話（2024年3月4日、テレビ東京） - 咲希（中学生時代） 役[4] 役
- ブルーモーメント 第2話（2024年5月1日、フジテレビ）- 下村百合 役
- 南くんが恋人!? 第3話（2024年7月30日、テレビ朝日） - 女の子 役
- おいち不思議がたり 第3話（2024年9月15日、NHK BSプレミアム4K・NHK BS） - みつ 役
- モンスター 第9話（2024年12月9日、関西テレビ・フジテレビ） - 中学生 役[5]
- ゴールドサンセット 第1話（2025年2月23日、WOWOW） - 久保田花 役[6]
- 浅草ラスボスおばあちゃん 第3話（2025年7月19日、東海テレビ・フジテレビ） - 絢奈 役[7]

### ショートドラマ
- Music Story produced ABEMA #がけぷち「おぼろ月」

### テレビ番組
- 妄想の王子様（2013年、テレビ東京）
- 玉の輿に乗ったのにその後どん底に落ちた女たちSP（2014年2月18日、テレビ朝日） - 花田美恵子の娘 役
- 超ハマる!爆笑キャラパレード（フジテレビ）
- THE突破ファイル（日本テレビ）
  - 「ビニールハウス火災篇」 - 斎藤ひより 役
  - 「逃げる空き巣篇」 - 小山アキ 役
- 人生が変わる1分間の深イイ話（日本テレビ） - 阿佐ヶ谷姉妹密着VTR
- 痛快TVスカッとジャパン　再現VTR 斎藤桃　役
- 東京再発見　ミニPR番組

### 配信ドラマ
- いつか、眠りにつく日（2019年、FOD） - 蛍（幼少期） 役

### 映画
- キスできる餃子（2018年6月22日、ホリプロ） - 藤田美咲 役
- こどもしょくどう（2019年3月23日、パル企画） - 木下ヒカル 役
- コード・ブルー -ドクターヘリ緊急救命-（2018年7月27日、東宝） - 女の子 役
- “隠れビッチ”やってました。（2019年12月6日、キノフィルムズ） - 荒井ひろみ（幼少期） 役
- おもいで写眞（2021年1月29日、イオンエンターテイメント） - 音更結子（幼少期） 役

### CM
- 三井不動産レジデンシャル 「三井に住んでいます」篇
- 大成建設　　　「FOR ZERO CARBON CONSEPT MOVIE」
- クラシエ 知育菓子®グミつれた UFO出現篇
- 中部電力ミライズ「家族のじかんをあたたかく」篇
- 丸美屋
  - 家族のお茶漬け 「ホッとしあわせ語ろう」篇
  - 釜めしの素 「嬉しい日」篇
  - のりたま 「続いていく幸せ」篇
  - 家族のお茶漬け 「家族のうた」篇
  - 家族の初夢キャンペーン
  - 丸美屋のりたま発売60周年「思い出リレー」篇
- 森永乳業 「マウントレーニア」
- スマイルゼミ 「スマイル・クリスマス」、「書く」、「スペル・発音グラフ篇」

### カタログ
- メイト「2017ベストセレクション」

### 雑誌
- 講談社「たのしい幼稚園」
- メイ学研「遊びと環境0.1.2歳」